# Waimanu
Waimanu manneringi
Genre
Espèce
Waimanu est un genre fossile de manchots qui vivait en Nouvelle-Zélande au Paléocène, de 66 à 56 millions d'années (Ma). Il n'est représenté que par son espèce type, Waimanu manneringi.

## Historique
Le premier fossile a été découvert en 1980 à Canterbury, en Nouvelle-Zélande, dans des sédiments proches de la rivière Waipara. 

## Description
Bien que membre très ancien des sphenisciformes, Waimanu est dépourvu d'ailes lui permettant de voler, tout comme les manchots actuels. Même s'il lui manque certaines caractéristiques des manchots modernes, il semble capable de se propulser sous l'eau. Il ressemblait physiquement probablement aux plongeons.

## Analyse
La présence de ce genre inapte au vol immédiatement après l'extinction Crétacé-Paléogène, il y a 66 Ma, laisse supposer que la radiation évolutive des oiseaux Neoaves du Paléocène, autrement très rapide à l'échelle géologique, aurait pu commencer dès le Crétacé supérieur.

## Classification
Le genre Waimanu et l'espèce Waimanu manneringi ont été décrits en 2006 par Craig M. Jones (d), Tatsuro Ando (d) & Robert Ewan Fordyce (d) dans une publication coécrite avec Kerryn E. Slack, G. L. "Abby" Harrison, Ulfur Arnason et David Penny.
À noter que la plupart des sources, à l'exception de BioLib, donnent une information incorrecte en reprenant tous les auteurs de la publication, alors qu'il est bien mentionné dans celle-ci que seuls Jones, Ando & Fordyce sont les auteurs du genre et de l'espèce.

## Étymologie
Le genre Waimanu vient du Māori et signifie « oiseau aquatique ».
L'épithète spécifique, manneringi, lui a été donnée en l'honneur de Al A. Mannering (d), le chasseur de fossiles qui a découvert l'holotype.

## Publication originale
- (en) K.E. Slack, C.M. Jones, T. Ando, G.L. Harrison, R.E. Fordyce, U. Arnason et D. Penny, « Early Penguin Fossils, plus Mitochondrial Genomes, Calibrate Avian Evolution », Molecular Biology and Evolution, Oxford, vol. 23, no 6,‎ juin 2006, p. 1144-1155 (ISSN 0737-4038, e-ISSN 1537-1719, DOI 10.1093/molbev/msj124, lire en ligne, consulté le 8 avril 2024).